# دوروثي بوش كوش
دوروثي بوش كوش (بالإنجليزية: Dorothy Bush Koch)‏ هي كاتبة سير وكاتِبة أمريكية، ولدت في 18 أغسطس 1959 في مقاطعة هاريس في الولايات المتحدة.

## وصلات خارجية
- دوروثي بوش كوش على موقع إن إن دي بي (الإنجليزية)